# Jean Chaligny
Jean Chaligny (Nancy, 1529-Nancy, 23 mars 1615) est un fondeur français, père d'Antoine Chaligny.

## Biographie
Maître fondeur de l'artillerie, on lui devait une couleuvrine d'environ 7 mètres de long que Louis XIV déplaça à Dunkerque après la prise de Nancy (1670) et qui disparut avant 1789. 

## Renommée
Dans son Histoire des villes vieille et neuve de Nancy, Jean-Jacques Bouvier, dit Lionnois, abbé historien de la ville de Nancy, raconte, à propos de cette grande couleuvrine : « La tradition s'est conservée parmi nos habitants que l'artiste braqua son canon sur la courtine où est aujourd'hui la Porte Royale, et l'ajusta avec tant de précision qu'il perça, dans le milieu, un drap tendu entre les deux tours de Saint-Nicolas-de-Port, avec le boulet, qui porta encore à plus d'une demie lieue plus loin ».